# Erich von Falkenhayn
Erich von Falkenhayn (Graudenz, 11 september 1861 – Potsdam, 8 april 1922) was een Duits generaal en politicus.

## Carrière vóór 1914
Erich Georg Sebastian Anton von Falkenhayn werd op 11 september 1861 geboren in het geslacht van de West-Pruisische adellijke familie ‘Von Falkenhayn’. De familie had een militaire traditie en een geschiedenis die terugging tot op de Duitse Orde. Reeds op jonge leeftijd moest Erich naar de kadettenschool, wat niet abnormaal was als zoon van een Pruisische adellijke familie. In 1880 studeerde hij af als tweede luitenant, na verdere studie aan de academie zwaaide hij in 1889 af als eerste luitenant. Hij trad in 1896 uit dienst om als militair instructeur naar China te vertrekken. Bij het uitbreken van de Bokseropstand greep Duitsland terug naar officieren met ervaring in China, waardoor Falkenhayn in de voorlopige regering in Tientsin werd benoemd. Na de chaos onderdrukt te hebben keerde hij in 1902 terug naar Duitsland. In de volgende jaren wist hij zich op te werken op de militaire ladder, door bijvoorbeeld in 1906 als bevelhebber van de infanterie te dienen binnen het opperbevel. Hij werd zeven jaar later benoemd tot Luitenant-Generaal.

## 1914-1916
Kort vóór de Eerste Wereldoorlog werd Falkenhayn minister van Oorlog van Pruisen als opvolger van generaal Josias von Heeringen. Die laatstgenoemde werd op 7 juli 1913 vervangen door diens tekortschietende bewapeningspolitiek. Door het falen van het Schlieffenplan vond er een machtswissel plaats in de Oberste Heeresleitung, waarbij Falkenhayn na de Slag bij de Marne, op 14 september 1914 officieus het bevel van Helmuth von Moltke overnam. Op 3 november kreeg hij door keizer Wilhelm II de titel toegewezen van Chef des Generalstabes.
De periode tussen 1914 en zijn afzetting in 1916 kenmerkte zich door een interne strijd binnen de hoogst Duitse militaire kringen. In Falkenhayns memoires:
"Hij kon natuurlijk dit ongelooflijke gewicht alleen dragen omdat hij (Falkenhayn) als medewerkers een selecte kring van mannen had, en deze moeten worden beschouwd als onderdeel van het opperbevel."
Tegenover Falkenhayn stond een aantal militaire kopstukken waaronder Erich Ludendorff, Paul Von Hindenburg (generaals binnen het Oberkommando-Ost) en Bethmann-Hollweg (minister van Buitenlandse zaken & rijkskanselier). Een van de grote strijdpunten binnen het Duitse opperbevel was de strategie voor de meerfrontenoorlog. Falkenhayn was immers van mening dat een overwinning op het oostfront zwaar werd bemoeilijkt door de uitgestrektheid van het oostfront. Eerder dan de beperkte mankracht te verspreiden over het enorme Russische grondgebied, achtte hij een doorbraak op het westelijke front wenselijker. Als gevolg van deze strategische visie, moesten de Duitse legers aan het oostelijke front aan belang inboeten, wat von Hindenburg en Ludendorff tegen de borst stuitte. De keuze voor de Vernichtungsstrategie zoals Falkenhayn bij het offensief bij Verdun op het oog had stond een grootschalig offensief tegen Rusland in de weg. Naast de persoonlijke vetes tussen Ludendorff en Falkenhayn onderling, begon ook Bethmann-Hollweg zich sterker te kanten tegen de Duitse opperbevelhebber. Voornamelijk Falkenhayns idee van een aparte vrede met Rusland zinde Bethmann-Hollweg weinig. 
In een poging om Falkenhayn macht te onttrekken, poogden Ludendorff en dienst adjudant Haeften de adjudant van de Keizer voor zich te winnen en Ludendorff aan te stellen tot opperbevelhebber. Oberst Marschall, vertegenwoordiger van de kabinetschef von Lyncker, was sterk gekant tegen een dergelijke aanstelling en verhinderde de zaak. Bethmann-Hollweg, die geen vrede kon nemen met de situatie, diende op 3 januari 1916 zelf een verzoek aan de keizer in om een splitsing van Falkenhayns ambten te bekomen. Ook deze poging had niet het gewenste effect, gezien de keizer diens aanzoek afwees zolang er geen teken was dat Falkenhayn zijn taak niet naar behoren uitvoerde. Toen die bericht kreeg van deze poging, ondernam hij een poging om Ludendorff en Hindenburg uit elkaar te halen, om zo het gevaar deels te neutraliseren. Op 11 januari stelden de bevelhebbers van het oostelijke front een brief van wantrouwen op ten opzichte van de Duitse opperbevelhebber, gericht aan de keizer. Ondanks de steun van de kroonprins en de keizerin weigerde hij Falkenhayn te vervangen, maar zag zich genoodzaakt om toegevingen te doen. Als gevolg hiervan werd Adolf Wild von Hohenborn aangesteld als nieuwe minister van oorlog. Hindenburg en Ludendorff kregen bovendien meer manschappen en materiaal voor hun offensieven op het oostelijke front.
Naarmate het jaar vorderde, werd duidelijk dat het offensief bij Verdun niet de verhoopte resultaten had opgeleverd, maar in tegenstelling de Duitse reserves verder had uitgeput. Geallieerde offensieven op diverse fronten, waaronder het front aan de Somme, het Italiaanse front bij de zesde slag om de Isonzo en het Broesilov-offensief op het oostfront zorgden voor extra druk op de reserves. Toen Roemenië in de nacht van 27 augustus 1916 Oostenrijk-Hongarije binnenviel en daarmee in oorlog trad tegen de centrale machten, maakten de eerdere tegenstanders van deze politieke ontwikkeling gebruik om Falkenhayns positie te ondergraven. Na gesprekken met de keizer werd Falkenhayn op 29 augustus 1916 uit zijn ambt als opperbevelhebber ontzet ten gunste van Paul von Hindenburg.

## 1916-1918
Na zijn afzetting werd Falkenhayn aangesteld op 6 september als bevelhebber van Duitse 9de leger dat een succesvolle campagne voerde tegen de Roemenen die tegen december 1916 was afgerond. Toen de Britse troepen in 1917 wisten op te rukken naar Bagdad, riepen de Ottomanen Duitse hulp in.  Duitsland stemde in met die vraag, op voorwaarde dat een Duitse generaal de leiding zou krijgen over de campagne. Enver Pasha (Ottomaanse minister van oorlog) stelde Falkenhayn voor vanwege diens snelle overwinning tegen de Roemenen enkele maanden voordien. Hij trachtte de Britse generaal Edmund Allenby tegen te houden op  diens weg naar Jeruzalem. Falkenhayns campagne in het Midden-Oosten was minder succesvol dan de veldtocht een half jaar eerder en hij werd in 1918 door Otto Liman von Sanders vervangen. Tot het einde van de oorlog kreeg hij de opdracht om de Duitse eenheden in stand te houden die, na de vrede van Brest-Litowsk, stukken van Oekraïne en Rusland bezetten.

## Na de oorlog
Zijn militaire carrière kwam ten einde op 26 januari 1919 om gezondheidsredenen. In datzelfde jaar publiceerde hij zijn memoires Die oberste Heeresleitung, 1914-1916, in ihren wichtigsten Entschliessungen. De beweegredenen hiervoor waren divers. Zoals eigen is aan het genre schreef von Falkenhayn zijn boek ter verantwoording van zijn daden. Ten eerste was er de gedachte bij dit genre dat zij het Duitse volk uitleg verschuldigd waren voor de nederlaag. Een tweede beweegreden was de polemiek die ontstond tussen de Duitse generaals na de oorlog. Vooral de memoires van Ludendorff in 1918-1919 en zijn aanhanger kolonel Max Bauer uit 1921 poogden Falkenhayns militaire carrière in een slecht daglicht te plaatsen. Na de oorlog ontstond eveneens de Schlieffenschool, bestaand uit voormalige Duitse officieren die wensten na te gaan waar de oorlog was fout gelopen. Onder deze groep bevonden zich tevens voormalige tegenstanders van Falkenhayn die niet zozeer Falkenhayns strategie maar zijn besluiteloze persoonlijkheid viseerden. Naast zijn memoires over de periode 1914-1916 publiceerde hij eveneens zijn bevindingen over de veldtocht tegen Roemenië in 1916-1917 in Feldzug der 9. Armee gegen die Rumänen und Russen 1916/1917.
Ten gevolge van zijn ziekte overleed Erich von Falkenhayn op 8 april 1922 in familiekring.

## Militaire loopbaan
Deutsches Heer
- Kadett: 1872
- Leutnant: 17 april 1880[3]
- Oberleutnant: 21 september 1889[3]
- Hauptmann: 25 maart 1893[3]
- Major: 25 maart 1899[3]
- Oberstleutnant: 15 september 1905[3]
- Oberst: 18 mei 1908[3]
- Generalmajor: 22 april 1912[3]
- Generalleutnant: 7 juli 1913[3]
- General der Infanterie: 20 januari 1915[3]

Ottomaans Leger
- Generalfeldmarschall: 9 juli 1917[3]

## Onderscheidingen
- Pour le Mérite op 16 februari 1915[3][4]
  - Eikenloof op 3 juni 1915[3][4]
- Grootkruis in de Militaire Max Joseph-Orde op 26 juni 1915
- Orde van de Zwarte Adelaar op 12 mei 1915[3]
- IJzeren Kruis 1914, 1e en 2e klasse
- Commandeur in de Kroonorde met Zwaarden aan de ring
- Gouden Signum Laudis op 11 oktober 1916
- Commandeur in de Orde van Militaire Verdienste
- Ridder in de Militaire Orde van Sint-Hendrik

## Foto
Op de foto draagt Erich von Falkenhayn in zijn knoopsgat het lint van het IJzeren Kruis 1914, 2e klasse en om de hals het commandeurskruis van de Pruisische Kroonorde "met de zwaarden aan de ring".
- Bibsys: 90720795
- Biblioteca Nacional de España: XX5751696
- Bibliothèque nationale de France: cb146477037 (data)
- CiNii: DA05481584
- Gemeinsame Normdatei: 118531875
- International Standard Name Identifier: 0000 0001 0896 5390
- Library of Congress Control Number: n80160201
- Nationale Bibliotheek van Letland: 000050302
- Bibliotheek van het Japanse parlement: 00549701
- Nationale Bibliotheek van Tsjechië: ola20191054161
- Nationale bibliotheek van Australië: 36553902
- Nationale Bibliotheek van Israël: 987007260928405171
- Nationale Bibliotheek van Polen: a0000001195683
- Nederlandse Thesaurus van Auteursnamen: 070471649
- Réseau des bibliothèques de Suisse occidentale: 02-A003230155
- Istituto Centrale per il Catalogo Unico: RAVV080430
- Système universitaire de documentation: 095652507
- Trove: 1289070
- Virtual International Authority File: 47021276
- WorldCat: E39PBJfX7qGMTtGv6cQMy4QrMP